# Lincks Gartenhaus

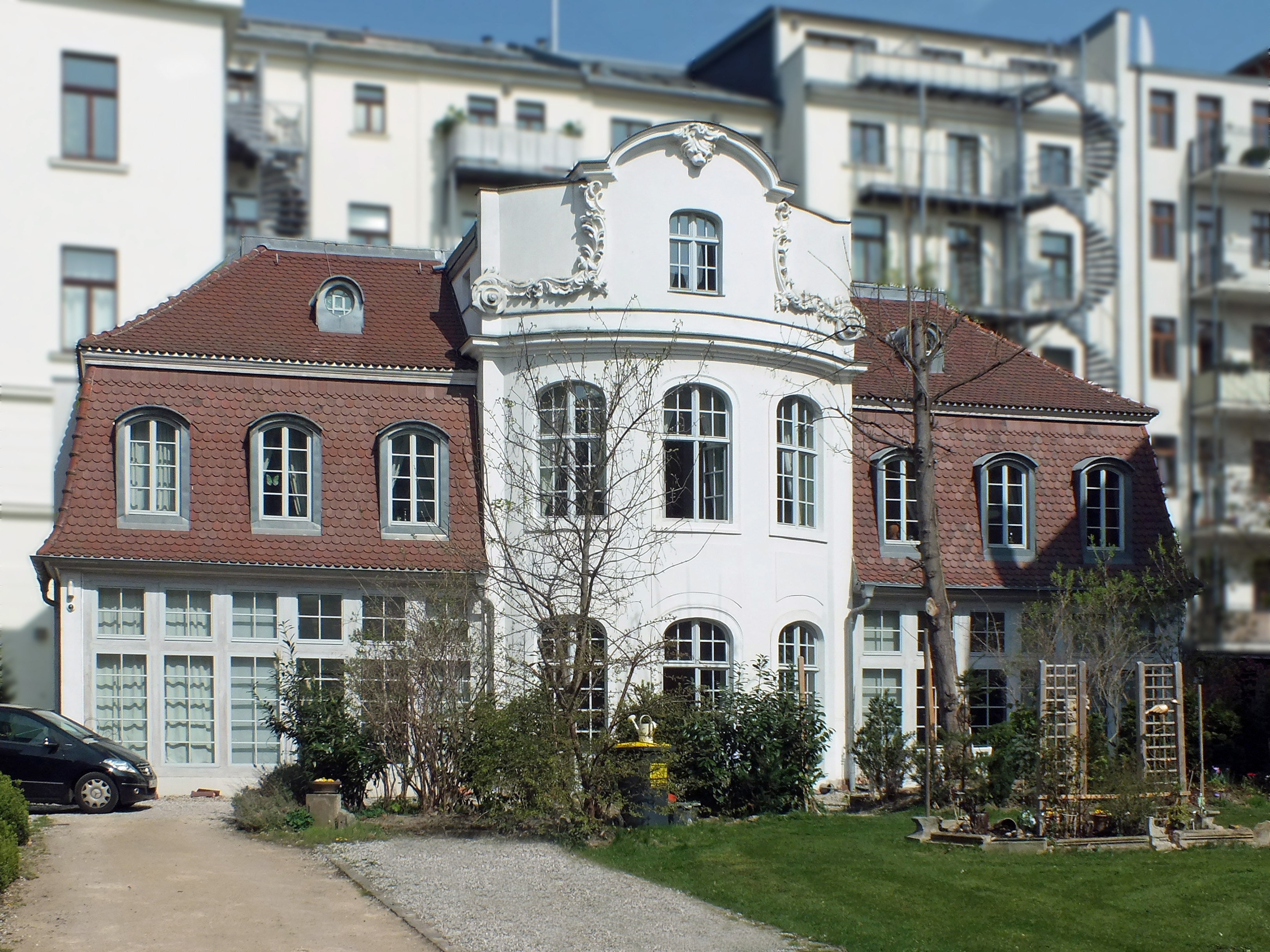
Das rekonstruierte Lincksche Gartenhaus, 2014 (Zustand vor der erneuten Bebauung des Vorgartens)

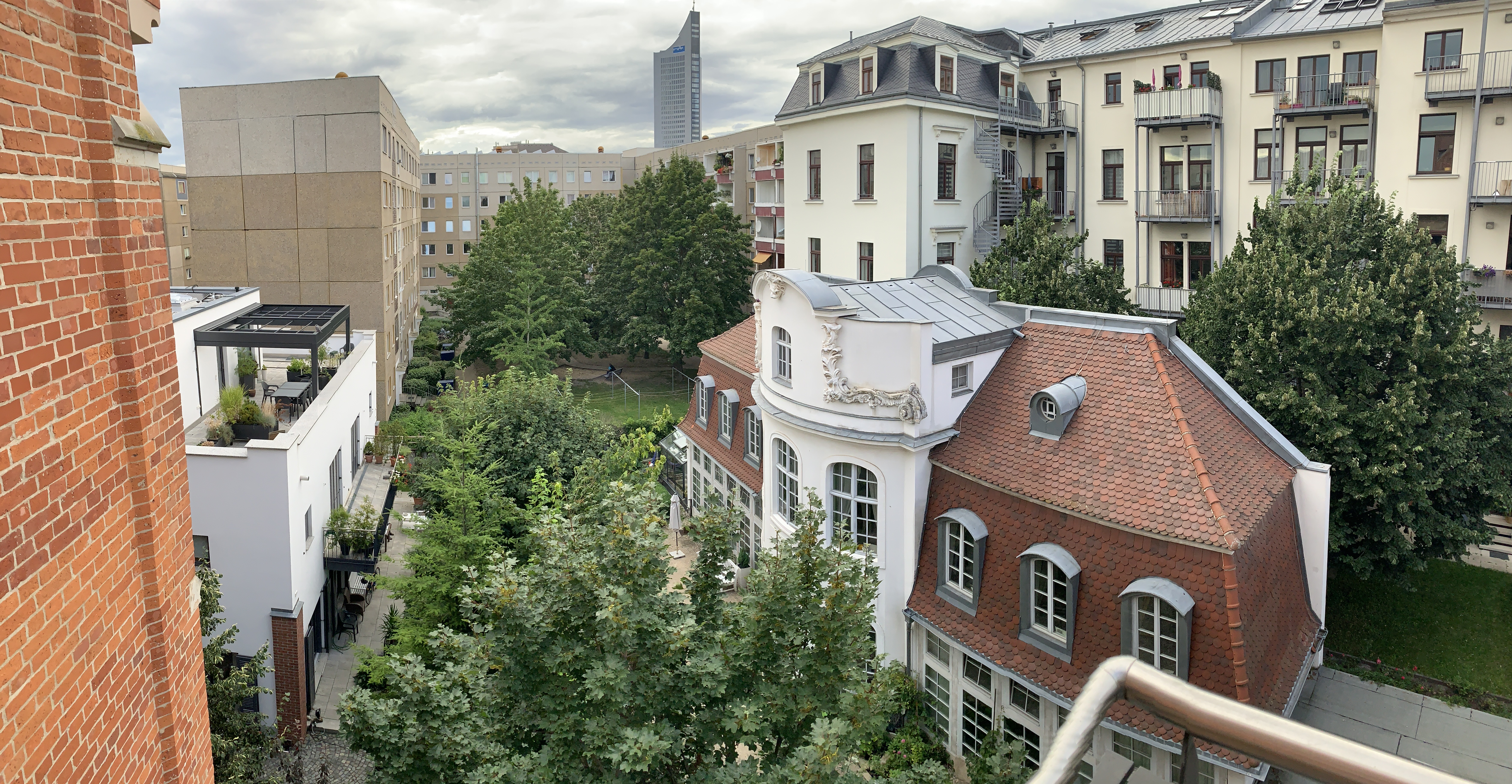
Übersicht derzeitige Lage des Gartenhause 2021

Lincks Gartenhaus ist ein in der Barockzeit entstandenes, rekonstruiertes Gartenhaus im Leipziger Seeburgviertel. Es wurde von dem Leipziger Apotheker Johann Heinrich Linck dem Jüngeren errichtet. Gegenwärtig wird es von einer Anwaltskanzlei genutzt.

## Lage und Baubeschreibung
Lincks Gartenhaus befindet sich im hinteren Teil des Grundstücks Seeburgstraße 45, das zwischen dem 1855 von Friedrich Wilhelm Lindner errichteten Backstein-Wohnhaus (jetzt Studentenwohnheim) und einem Plattenbau aus den 1980er Jahren liegt.
Das etwa 21 Meter lange Gebäude besitzt einen dreiachsigen, oval vorspringenden, zweigeschossigen Mitteltrakt und zwei mit großformatigen Fenstern versehene eingeschossige Seitenflügel, die sich unter dem steilen Mansarddach als dreiachsig erweisen. Der Mittelrisalit wird von einem kräftig geschweiften Giebel mit Rocaille-Schmuck und einem Löwenkopf bekrönt – Linck war der Besitzer der Löwen-Apotheke.

## Geschichte

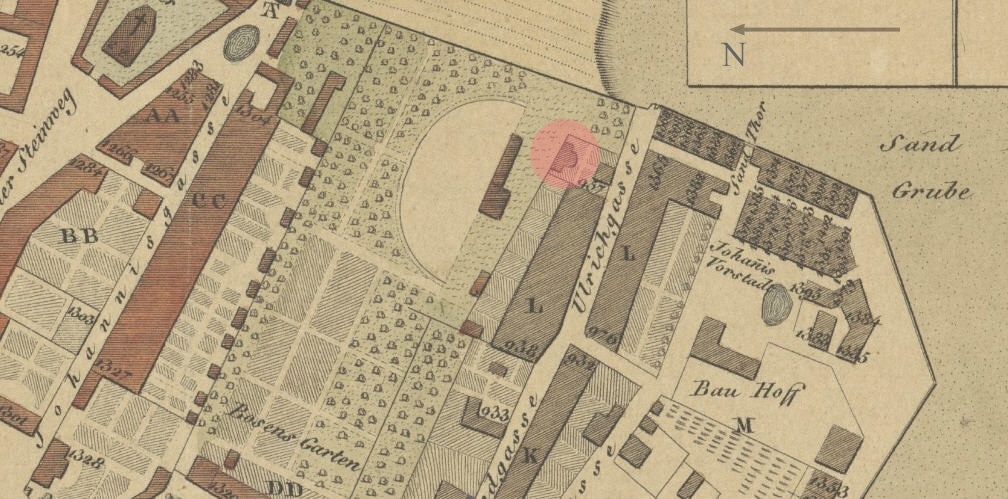
Lincks Gartenhaus auf einem Stadtplanausschnitt von 1830

Johann Heinrich Linck d. J. beauftragte 1757 den Leipziger Maurermeister Johann Gottfried Döring, einen Sohn des Baumeisters Christian Döring, mit der Errichtung eines Sommerdomizils in seinem Gartengrundstück am Ende der damaligen Ulrichgasse am Rande der Stadt. Das Grundstück grenzte mit seiner Rückseite an den Großbosischen Garten.

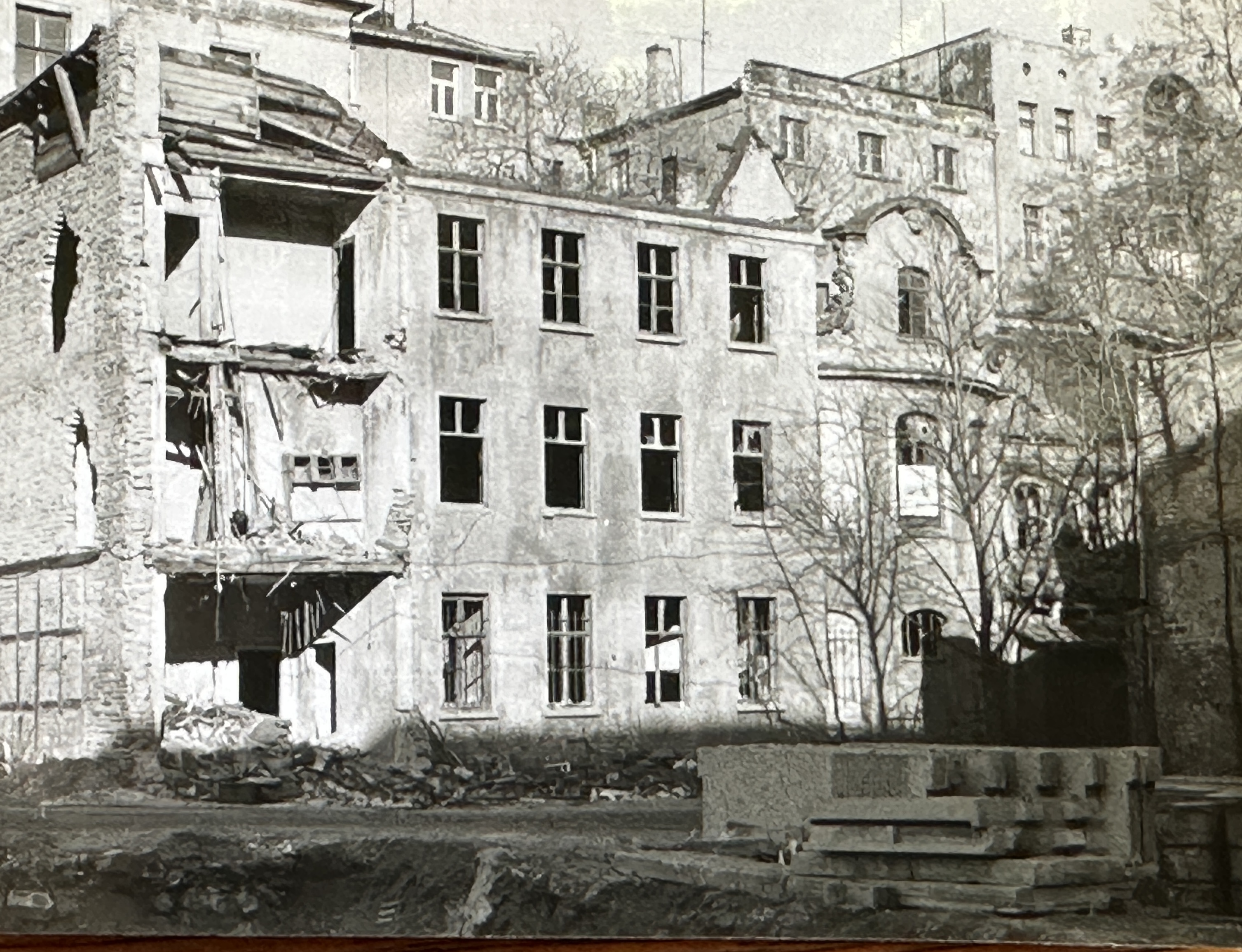
Zustand während der Umgestaltung des Seeburgviertels Ende der 1980er Jahre

Der Mitteltrakt und die Rückwand des Hauses wurden in Stein ausgeführt, die Giebel und die Seitenflügel als Fachwerk. Der linke Seitenflügel diente als Orangerie. Im mittleren Teil befanden sich übereinander zwei ovale Säle mit je zwei Kaminen. Der obere hatte eine Stuckdecke mit 30 Rocaille-Ornamenten. Zu den oberen Räumen führte eine Treppe im rechten Seitenflügel.

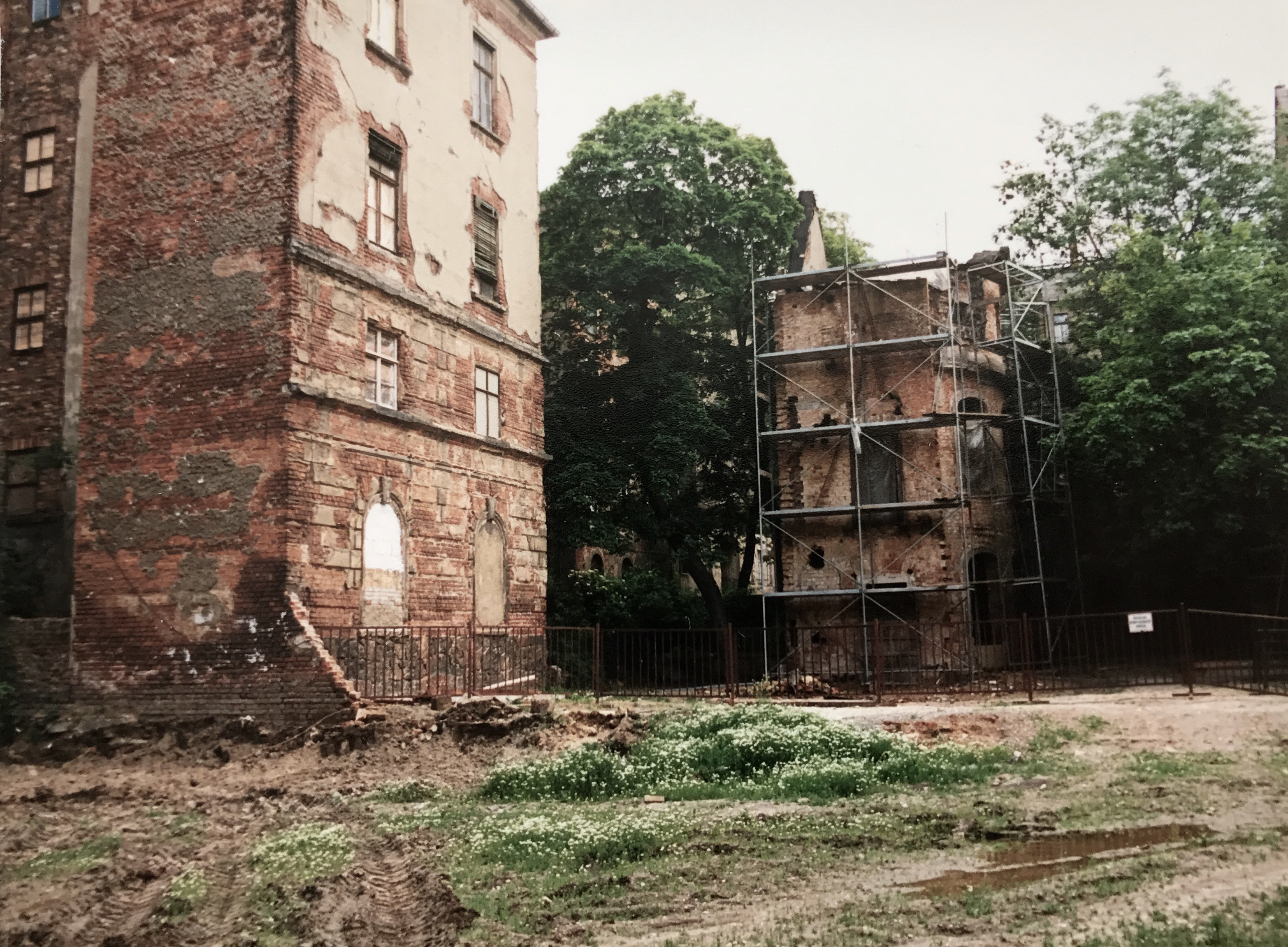
Zustand 1991 während der beginnenden Rekonstruktion

Johann Heinrich Linck  war mit dem Leipziger Okkultisten und Geisterseher Johann Georg Schrepfer befreundet, der seine Séancen auch auf Lincks Grundstück durchführte. Hier wurde dieser am 17. September 1773 vorübergehend festgenommen.
Bereits ab Ende des 18. Jahrhunderts wurden zahlreiche Umbauten zur dauerhaften Wohn- und Gewerbenutzung vorgenommen, die bis zur völligen Entstellung des Hauses führten. 1844 bis 1856 wurden seitlich Anbauten bis zur Firsthöhe des Pavillons errichtet. 1877 wurden der Westflügel und die Anbauten zugunsten eines dreistöckigen straßenseitigen Gebäudes mit Flachdach abgerissen. Der Rest des ehemaligen Gartenhauses war von der Straße nicht mehr einsehbar. Es war zum Hinterhaus geworden. In der zweiten Hälfte des 20. Jahrhunderts setzte mangels geeigneter Nutzung ein rapider Verfall ein.
In den 1980er Jahren erkannte man die bauhistorische Bedeutung des Hauses und begann mit der Restaurierung, wobei zunächst die baufälligen Reste der Anbauten abgebrochen wurden. 1994/1995 konnte der Mittelteil bautechnisch gesichert werden. Dabei musste die Holzbalkenkonstruktion gegen Stahlbetondecken ausgetauscht werden. Die ausgelagerte Stuckdecke im oberen Saal konnte wieder eingebaut bzw. in Teilen nachmodelliert werden. Die Seitenflügel wurden neu errichtet.
2010 wurde der vorgelagerte, zuletzt als Maschinenhalle genutzte Bau abgerissen. So konnte ein Vorgarten wiederhergestellt und das Grundstück in historischer Ansicht komplettiert werden.
Inzwischen (Stand März 2018) wurde der Vorgarten wieder bebaut und das Gartenhaus ist abermals zum Hinterhaus geworden (wenn auch von der Straße teilweise noch einsehbar).

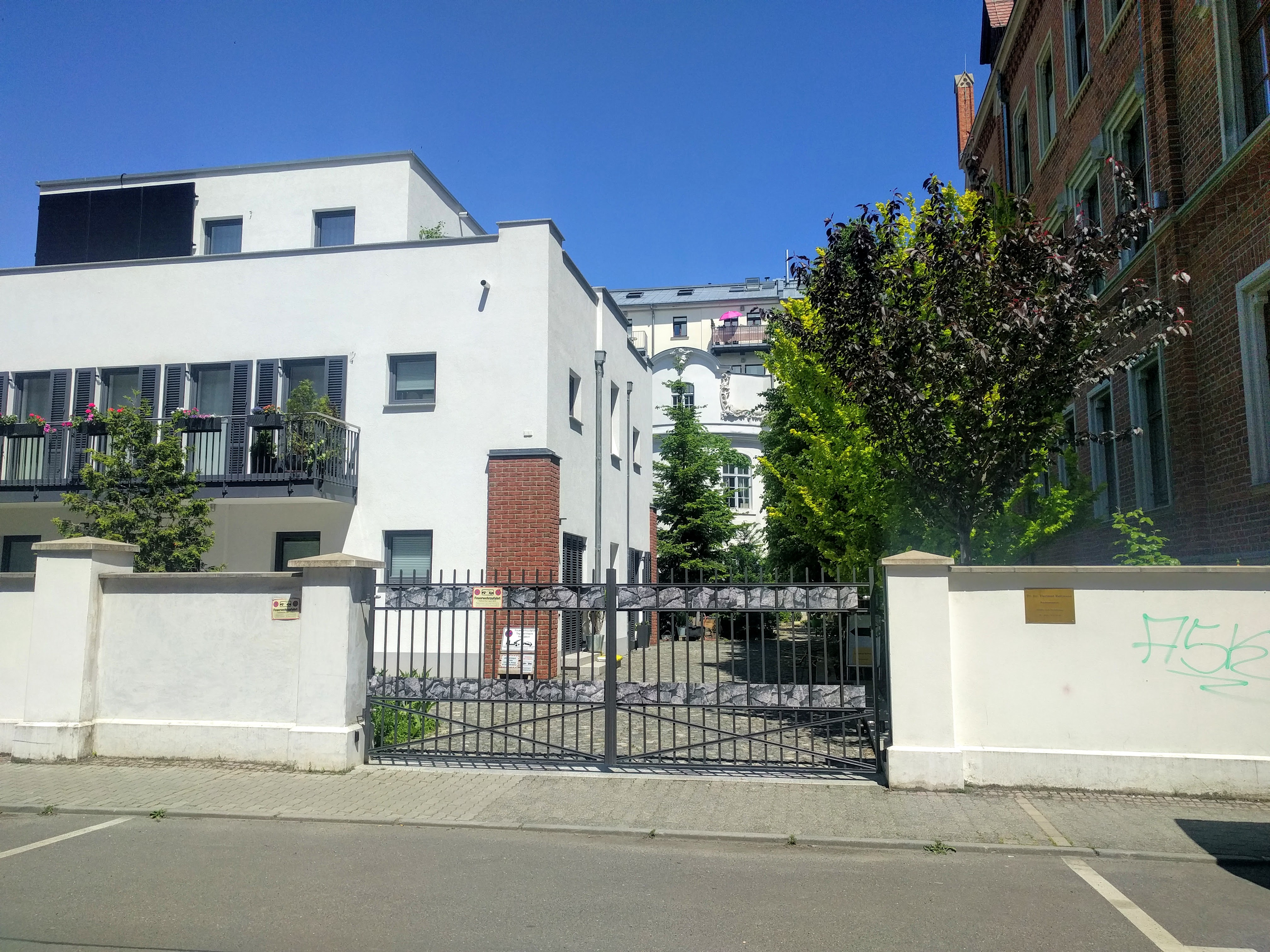
Zustand nach Bebauung des Vorgartens. Man kann einen Teil der Fassade noch zwischen dem Neubau und den Bäumen erkennen, das Grundstück ist nicht zugänglich